# Félix María Ruiz
Félix María Ruiz es uno de los denominados febristas dominicanos que lucharon por la Independencia de la República Dominicana en 1844, también es conocido por ser uno de los fundadores de La Trinitaria el 16 de julio de 1838, junto a Juan Pablo Duarte, Jacinto de la Concha, y Juan Isidro Pérez, entre otros. Ruiz nació en la ciudad de Azua de Compostela en 1815.
Félix María Ruiz participó como militante de los intereses trinitarios durante la gesta independentista de 1844, después que fue proclamada la misma, éste fue perseguido y declarado como traidor de la patria, por lo que fue encarcelado y expulsado del país junto con otros trinitarios. Cabe destacar que la orden fue dada por Pedro Santana, quién se había apoderado de la establecida Junta Gubernativa. Esto se dio ya que los trinitarios iban en contra de los intereses de Santana, el cual quería ser el presidente de la República, ya que los trinitarios buscaban que Duarte fuera el presidente, como debió ser. 
Félix María se estableció en Venezuela, en la cual permaneció hasta el día de su muerte el 17 de octubre del 1891. A pesar de la lejanía, Ruiz se mantuvo fiel al ideario Duartiano. Posteriormente sus restos fueron trasladados a la República Dominicana, reposando en la Capilla de los Inmortales, de donde fueron llevados al Panteón de la Patria.
- Datos: Q5872345